# Гран-при Аргентины 1979 года
Гран-при Аргентины 1979 года — первый этап чемпионата мира по автогонкам в классе Формула-1 сезона 1979 года. Автогонки прошли 21 января на трассе имени Оскара Гальвеса, расположенной рядом с Буэнос-Айресом. В квалификации и гонке доминировали автомобили команды Лижье, гонщик которой Жак Лаффит завоевал хет-трик (выиграл квалификацию, гонку и показал быстрейший круг). Второй гонщик команды Патрик Депайе дополнил собой первый ряд на квалификации, но финишировал только четвёртым из-за проблем с зажиганием. Места на подиуме достались Карлосу Ройтеману и Джону Уотсону.

## Квалификация
Весь прошедший сезон на трассе доминировали автомобили команды Лотус моделей 78 и 79, оснащенные передовым граунд-эффектом, и на первую гонку сезона-79 практически все команды привезли новые автомобили, попытавшись реализовать в них этот эффект. Три команды, а именно Лижье, Уильямс и Рено, расширили своё присутствие в гонках до двух автомобилей. Эти и другие обстоятельства давали повод предполагать, что успеха может добиться практически кто угодно. Все же ожидалось, что некоторое преимущество будет у команды Лотус, как у наиболее опытного в вопросе граунд-эффекта участника.
Однако, первые же тренировки в четверг принесли сенсацию. Начиная с самого начала лучшие времена попеременно показывали гонщики Лижье Жак Лаффит и Патрик Депайе. Как-то бороться удавалось лишь Карлосу Ройтеману, несколько раз показавшему второе время. На квалификации же Лаффит наголову разгромил всех соперников, более чем на секунду опередив ближайшего соперника, своего партнёра Депайе.
| Место | №  | Гонщик              | Автомобиль         | Время   | Отрыв  |
| ----- | -- | ------------------- | ------------------ | ------- | ------ |
| 1     | 26 | Жак Лаффит          | Ligier-Ford        | 1:44,20 | —      |
| 2     | 25 | Патрик Депайе       | Ligier-Ford        | 1:45,24 | +01,04 |
| 3     | 2  | Карлос Ройтеман     | Lotus-Ford         | 1:45,34 | +01,14 |
| 4     | 4  | Жан-Пьер Жарье      | Tyrrell-Ford       | 1:45,36 | +01,16 |
| 5     | 11 | Джоди Шектер        | Ferrari            | 1:46,58 | +01,38 |
| 6     | 7  | Джон Уотсон         | McLaren-Ford       | 1:46,76 | +01,56 |
| 7     | 1  | Марио Андретти      | Lotus-Ford         | 1:46,96 | +01,76 |
| 8     | 3  | Дидье Пирони        | Tyrrell-Ford       | 1:46,43 | +02,23 |
| 9     | 8  | Патрик Тамбе        | McLaren-Ford       | 1:47,56 | +02,36 |
| 10    | 12 | Жиль Вильнёв        | Ferrari            | 1:47,88 | +02,68 |
| 11    | 14 | Эмерсон Фиттипальди | Fittipaldi-Ford    | 1:47,15 | +02,95 |
| 12    | 15 | Жан-Пьер Жабуй      | Renault            | 1:47,46 | +03,26 |
| 13    | 29 | Риккардо Патрезе    | Arrows-Ford        | 1:48,33 | +04,13 |
| 14    | 30 | Йохен Масс          | Arrows-Ford        | 1:48,34 | +04,14 |
| 15    | 27 | Алан Джонс          | Williams-Ford      | 1:48,44 | +04,24 |
| 16    | 18 | Элио де Анджелис    | Shadow-Ford        | 1:49,51 | +04,31 |
| 17    | 28 | Клей Регаццони      | Williams-Ford      | 1:49,64 | +04,44 |
| 18    | 20 | Джеймс Хант         | Wolf-Ford          | 1:49,77 | +04,57 |
| 19    | 31 | Эктор Ребаке        | Lotus-Ford         | 1:49,36 | +05,16 |
| 20    | 6  | Нельсон Пике        | Brabham-Alfa Romeo | 1:49,49 | +05,29 |
| 21    | 17 | Ян Ламмерс          | Shadow-Ford        | 1:50,51 | +05,31 |
| 22    | 24 | Артуро Мерцарио     | Merzario-Ford      | 1:50,26 | +06,06 |
| 23    | 5  | Ники Лауда          | Brabham-Alfa Romeo | —       | —      |
| 24    | 22 | Дерек Дейли         | Ensign-Ford        | 1:50,29 | +06,09 |
| НКВ   | 16 | Рене Арну           | Renault            | —       | —      |
| НКВ   | 9  | Ханс-Йоахим Штук    | ATS-Ford           | —       | —      |

## Гонка
На утренней тренировке в воскресенье неприятный сюрприз преподнес Риккардо Патрезе. Итальянец, обгоняя Пике, чуть не вынес того с трассы, и срезал шикану «Аскари». При этом он сильно подлетел на цементированном бордюре, и с грохотом приземлился, после чего медленно полз до боксов на поврежденном авто. В гонку Рикардо так и не вышел, то ли из-за невозможности починить машину, то ли во избежание обвинений в опасной езде, подобных полученным в свой адрес после прошлогоднего Гран-при Италии.
Стартовав с первого ряда, гонщики Лижье уверенно ушли в гонку. Позади них, однако, на входе в первую S-образную связку поворотов столкнулись Уотсон и Джоди Шектер. Автомобиль южноафриканца потерял заднее левое колесо, и, проскользив по траве, остановился прямо на выходе из эски, где столкновения с ним не смогли избежать Пирони, Тамбе и Пике. Полученного завала не смог избежать и неплохо квалифицировавшийся Артуро Мерцарио. Позади них Уотсон не избежал контакта с Андретти, но автомобиль чемпиона мира повреждений не получил. Гонка была остановлена, обошлось без серьёзных травм. Небольшие повреждения получили лишь Шектер и Пике, вывихнувшие соответственно кисть и палец на ноге. На повторный старт, отложенный более чем на час, кроме Пике и Шектера не вышли также Тамбе, которому не хватило запасного автомобиля (он достался лидеру команды МакЛарен Уотсону), а также Пирони и Мерцарио, у которых запасных автомобилей не нашлось. В результате этих потерь, к повторному старту был допущен первый резервный гонщик Рене Арну, не участвовавший к квалификации.
На повторном старте в лидеры вышел Депайе, Лаффит же откатился на 4-е место, пропустив вперед Уотсона и Жарье. Француз бросился отыгрываться и к 11-му кругу вышел в лидеры. К этому моменту 3-е место занимал Уотсон, далее шли Рейтеманн и Андретти, а Жарье откатился в середину пелотона. В дальнейшем Лаффит уверенно контролировал ход гонки, начиная с 20 круга и до конца гонки удерживая отрыв от второго места в пределах 14-15 секунд. Набравший неплохой темп Рейтеманн, обогнав Уотсона, вышел на 3-е место, а затем, к 44-му кругу, когда у Депайе возникли проблемы с зажиганием, выбрался и на 2-е. Депайе, совершив пит-стоп, пропустил на подиум ещё и Уотсона. Очковую зону дополнили Андретти и Фиттипальди, выступавший на автомобиле собственной конструкции, успех которого стал единственным в сезоне финишем в очках. Неудачно выступили гонщики Феррари, использовавшие хорошую, но уже устаревшую модель 312T3. Следует отметить также успех молодого итальянца де Анджелиса, в первой же гонке финишировавшего на высоком 7-м месте. Разочарованием стал этот Гран-при для Мерцарио, который смог квалифицироваться, что в этом сезоне случилось всего дважды, но выбыл в самом начале, не сумев избежать завала.
| Место | С  | №  | Гонщик              | Команда            | Ш | Круги | Время/причина схода                      | О |
| ----- | -- | -- | ------------------- | ------------------ | - | ----- | ---------------------------------------- | - |
| 1     | 1  | 26 | Жак Лаффит          | Ligier-Ford        | G | 53    | 1:36:03,21                               | 9 |
| 2     | 3  | 2  | Карлос Ройтеман     | Lotus-Ford         | G | 53    | +0:14,94                                 | 6 |
| 3     | 6  | 7  | Джон Уотсон         | McLaren-Ford       | G | 53    | +1:28,81                                 | 4 |
| 4     | 2  | 25 | Патрик Депайе       | Ligier-Ford        | G | 53    | +1:41,72                                 | 3 |
| 5     | 7  | 1  | Марио Андретти      | Lotus-Ford         | G | 52    | +1 круг                                  | 2 |
| 6     | 11 | 14 | Эмерсон Фиттипальди | Fittipaldi-Ford    | G | 52    | +1 круг                                  | 1 |
| 7     | 16 | 18 | Элио де Анджелис    | Shadow-Ford        | G | 52    | +1 круг                                  |   |
| 8     | 14 | 30 | Йохен Масс          | Arrows-Ford        | G | 51    | +2 круга                                 |   |
| 9     | 15 | 27 | Алан Джонс          | Williams-Ford      | G | 51    | +2 круга                                 |   |
| 10    | 17 | 28 | Клей Регаццони      | Williams-Ford      | G | 51    | +2 круга                                 |   |
| 11    | 24 | 22 | Дерек Дейли         | Ensign-Ford        | G | 51    | +2 круга                                 |   |
| Сход  | 10 | 12 | Жиль Вильнёв        | Ferrari            | M | 48    | Двигатель                                |   |
| Сход  | 19 | 31 | Эктор Ребаке        | Lotus-Ford         | G | 46    | Подвеска                                 |   |
| Сход  | 21 | 17 | Ян Ламмерс          | Shadow-Ford        | G | 42    | Трансмиссия                              |   |
| Сход  | 18 | 20 | Джеймс Хант         | Wolf-Ford          | G | 41    | Электрика                                |   |
| Сход  | 4  | 4  | Жан-Пьер Жарье      | Tyrrell-Ford       | G | 15    | Двигатель                                |   |
| Сход  | 12 | 15 | Жан-Пьер Жабуй      | Renault            | M | 15    | Двигатель                                |   |
| Сход  | 23 | 5  | Ники Лауда          | Brabham-Alfa Romeo | G | 8     | Топливная система                        |   |
| Сход  | 25 | 16 | Рене Арну           | Renault            | M | 6     | Двигатель                                |   |
| НС    | 5  | 11 | Джоди Шектер        | Ferrari            | M |       | Массовое столкновение, вывих кисти       |   |
| НС    | 8  | 3  | Дидье Пирони        | Tyrrell-Ford       | G |       | Массовое столкновение                    |   |
| НС    | 9  | 8  | Патрик Тамбе        | McLaren-Ford       | G |       | Массовое столкновение                    |   |
| НС    | 20 | 6  | Нельсон Пике        | Brabham-Alfa Romeo | G |       | Массовое столкновение, вывих пальца ноги |   |
| НС    | 22 | 24 | Артуро Мерцарио     | Merzario-Ford      | G |       | Массовое столкновение                    |   |
| НС    | 13 | 29 | Риккардо Патрезе    | Arrows-Ford        | G |       | Авария на разминке                       |   |
| НКВ   |    | 9  | Ханс-Йоахим Штук    | ATS-Ford           | G |       | Автомобиль не готов                      |   |

| №  | Гонщик        | Автомобиль  | Круги | Всего |
| -- | ------------- | ----------- | ----- | ----- |
| 26 | Жак Лаффит    | Ligier-Ford | 11-53 | 43    |
| 25 | Патрик Депайе | Ligier-Ford | 1-10  | 10    |

## Положение в чемпионате
На лидирующие позиции в чемпионате благодаря удачной конструкции автомобиля и слаженной работе механиков вышла маленькая частная команда Лижье и её гонщик Жак Лаффит. Неплохую позицию заняла также команда Лотус с гонщиком Карлосом Рейтеманном. Команда Фиттипальди заработала единственные очки в сезоне.
| Место | №  | Гонщик          | Очки |
| ----- | -- | --------------- | ---- |
| 1     | 26 | Жак Лаффит      | 9    |
| 2     | 2  | Карлос Ройтеман | 6    |
| 3     | 7  | Джон Уотсон     | 4    |
| 4     | 25 | Патрик Депайе   | 3    |
| 5     | 1  | Марио Андретти  | 2    |

| Место | Конструктор     | Очки |
| ----- | --------------- | ---- |
| 1     | Ligier-Ford     | 12   |
| 2     | Lotus-Ford      | 8    |
| 3     | McLaren-Ford    | 4    |
| 4     | Fittipaldi-Ford | 1    |

- Дебют в чемпионате мира Ф1 Элио де Анджелиса и Яна Ламмерса (оба в составе Shadow).
- Первые старты в составе новых команд: Джоди Шектера в Ferrari, Карлоса Ройтемана в Lotus, Джона Уотсона в McLaren, Патрика Депайе в Ligier, Клея Регаццони в Williams, Рене Арну в Renault, Жан-Пьера Жарье в Tyrrell, Джеймса Ханта в Wolf, Йохена Масса в Arrows, Ханс-Йоахима Штука в ATS.
- 50-й этап чемпионата мира для команды Ligier, которая впервые использовала двигатели Ford Cosworth.
- Все 11 гонщиков получивших итоговую классификацию использовали двигатели Ford Cosworth.
- Первый хет-трик Жака Лаффита (поул-позиция, лучший круг и победа в гонке).
- 75-й подиум для команды McLaren.